# Stadsarchief Ieper
Das Stadsarchief Ieper ist das Stadtarchiv der Stadt Ypern und verwahrt auf rund 1300 Regalmetern Archivalien teils aus dem 13. Jahrhundert. Archivleiter ist Rik Opsommer.

## Geschichte und Bestände
Zu den ältesten Dokumenten des Stadsarchief Ieper zählt ein Schriftstück vom 25. Juni 1290, das ein „Schlichtungsverfahren vor dem Grafen von Flandern im Zuge eines Streits zwischen der Stadt Ypern und der Äbtissin der Abtei Mesen um die (Schiffs-)Freiheit auf einzelnen Kanälen der Region“ beurkundete. Nachdem das Kloster zu Mesen zur Zeit des Ersten Weltkrieges „[...] im Winter 1914/15 von deutschen Soldaten“ besetzt worden war, wurde die mittelalterliche Urkunde wohl als Kriegsbeute entwendet und gelangte über die frühere Philosophisch-Theologische Hochschule Regensburg und die Fakultät für Katholische Theologie in den Besitz der Universität Regensburg. „Nach einer sorgfältigen Klärung der Besitzverhältnisse“ wurde das Dokument während einer feierlichen Zeremonie im Oktober 2014 an das Stadsarchief Ieper als Rechtsnachfolger des Mesener Klosterarchivs restituiert.
Zu den weiteren Beständen des Stadtarchivs zählen unter anderem eine Bibliothek, historische Drucke, Fotografien, Werbeträger und auch Ansichtskarten.

## Schriften (Auswahl)
- In der Reihe Ieperse historische studies:
  - 2003, Bd. 9: Rik Opsommer: Kemmelbergweg, Langemarckstein, Becelaerekaserne, Ypernstraße en Flandernsportplatz: onbekend, onbemind. Vlaamse propagandistische toponiemen in Duitsland na de eerste wereldoorlog,
- Rik Opsommer (Hrsg.): Veldpost, Feldpost 1914–1918. 200 west-vlaamse ansichtkaarten, drei Bände mit Vorstellung von je 200 Ansichtskarten, Stadsarchief Ieper, Ieper 2004–2007.